# Heads (Manga)
Heads (jap. ヘッズ, hezzu, übersetzt „Köpfe“) ist eine Manga-Serie des japanischen Zeichners Motorō Mase (* 1969), die auf einer Geschichte des Kriminalautors Keigo Higashino basiert. Der ungefähr 800 Seiten umfassende Manga richtet sich vorwiegend an eine männliche, erwachsene Leserschaft, lässt sich also der Seinen-Gattung zuordnen. Die Handlung stellt den Angestellten Jun Naruse in den Mittelpunkt, der nach einer Gehirntransplantation beginnt, sich zu verändern.

## Handlung
Jun Naruse ist ein durchschnittlicher Angestellter einer Elektronikfirma, der nicht sonderlich auffällt. Eines Tages lernt der schüchterne Hobbymaler die in einem Malbedarfgeschäft arbeitende Megumi kennen. Jun verliebt sich in sie und als sie sich eines Tages anbietet, für ihn Model zu sitzen, beginnt sich zwischen ihnen eine Liebesbeziehung zu entwickeln. Jun geht in ein Maklerbüro, um eine größere Wohnung für sie beide zu suchen. Doch das Büro wird überfallen und als der Täter auf ein kleines Mädchen schießen will, wirft sich Jun dazwischen und wird von der Kugel in den Kopf getroffen.
Einen Monat später erwacht er aus dem Koma. Er erfährt, dass die Kugel seine rechte Gehirnhälfte fast gänzlich zerstört hat und dass er nur mit Hilfe einer Gehirntransplantation wieder ins Leben zurückkehren konnte. Die Operation scheint gelungen zu sein. Jun kann sich wieder an alles erinnern, und es geht ihm von Tag zu Tag besser. Doch dann bemerkt er leichte Unterschiede zu der Zeit vor der Operation. So mag er inzwischen Dosenkaffee, die Sommersprossen seiner Freundin Megumi gefallen ihm nicht mehr, sein Zeichenstil beginnt, sich zu verändern und härter zu werden. Er selbst wird deutlich draufgängerischer. Sowohl Jun als auch Megumi fragen sich, ob das „Spendergehirn“ Einfluss auf ihn nimmt.

## Veröffentlichungen
Der Manga erschien in Japan von 2002 bis 2003 wöchentlich in Einzelkapiteln im Manga-Magazin Young Sunday, in dem zur selben Zeit unter anderem auch Takatoshi Yamadas Dr. Kotō Shinryōjo veröffentlicht wurde. Der Shōgakukan-Verlag brachte diese Einzelkapitel von Februar bis Juni 2003 auch in vier Sammelbänden heraus. Der letzte Band enthält neben der eigentlichen Geschichte zusätzlich drei Kurzgeschichten.
Heads wurde ins Französische und Deutsche übersetzt. Carlsen Comics veröffentlichte von September 2006 bis Mai 2007 die deutschsprachige Ausgabe der Sammelbände.